# Амазилія-берил колумбійська
Амази́лія-берил колумбійська (Saucerottia saucerottei) — вид серпокрильцеподібних птахів родини колібрієвих (Trochilidae). Мешкає в Колумбії і Венесуелі.

## Опис
Довжина птаха становить 8,9 см, вага 4,5 г. Забарвлення переважно зелене, надхвістя бронзове, стернові пера темно-сині. Пера на гузці у самців синювато-чорні з білими краями, у самиць вони сірувато-коричневі з білими краями Дзьоб прями, довжиною 18 мм, зверху чорний, знизу рожевий з чорним кінчиком. У молодих птахів нижня частина тіла темно-бронзово-зелена.

## Підвиди
Виділяють три підвиди:

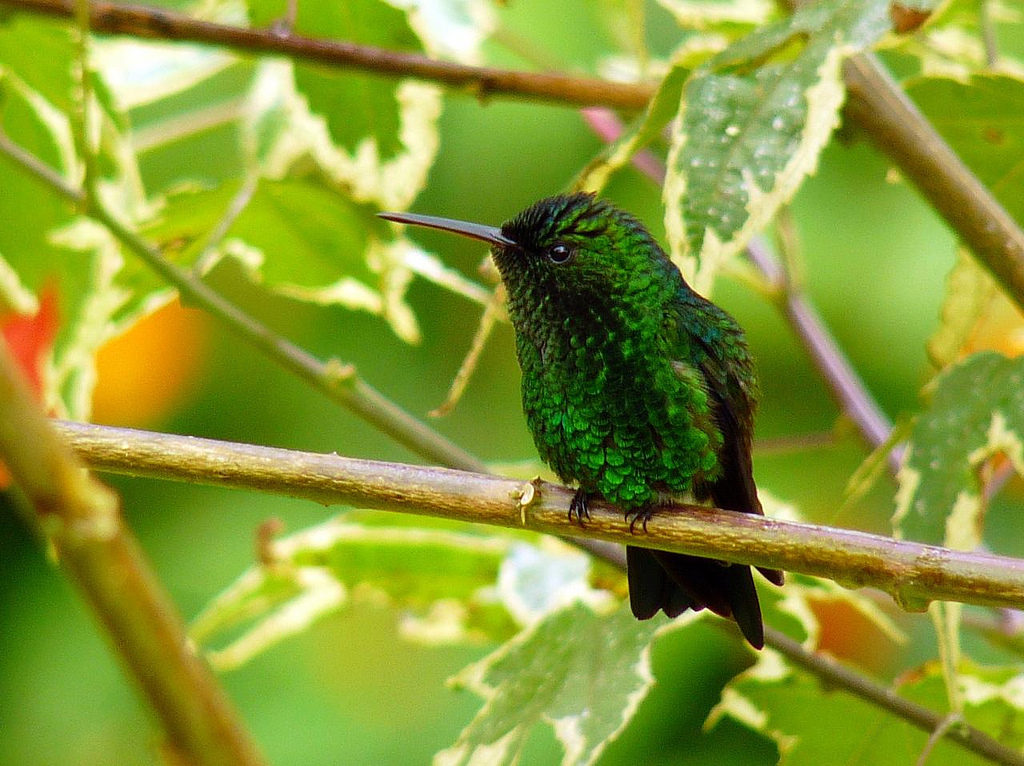
Колумбійська амазилія-берил

- S. s. warscewiczi (Cabanis & Heine, 1860) — північна Колумбія і крайній північний захід Венесуели (Сьєрра-де-Періха);
- S. s. saucerottei (Delattre & Bourcier, 1846) — західні схили Колумбійських Анд і долина Кауки;
- S. s. braccata (Heine, 1863) — Анди на заході Венесуели (Кордильєра-де-Мерида в штатах Мерида і Трухільйо).

Нікарагуанська амазилія-берил раніше вважалася підвидом колумбійської амазилії-берила, однак була визнана окремим видом.

## Поширення і екологія
Колумбійські амазилії-берили живуть в сухих чагарникових заростях, рідколіссях і саванах, на кавових плантаціях і в садах, в сухий сезон часто трапляються на узліссях вологих тропічних лісів. Зустрічаються на висоті до 2000 м над рівнем моря. Живляться нектаром квітучих дерев з родів Inga, Pithecellobium, Tabebuia і Genipa, чагарників Hamelia і Stachytarpheta, епіфітів, ліан і трав Lobelia, а також, імовірно, комахами. Гніздо чашоподібне, розміщується на дереві, на висоті від 2 до 7 м над землею.